# Иванковцы (Тывровский район)
Иванковцы (укр. Іванківці) — село на Украине, находится в Тывровском районе Винницкой области.
Код КОАТУУ — 0524583301. Население по переписи 2001 года составляет 490 человек. Почтовый индекс — 23326. Телефонный код — 4355.
Занимает площадь 2 км².

## Адрес местного совета
23326, Винницкая область, Тывровский р-н, с. Иванковцы, ул. Котовского